# Lier (Belgien)

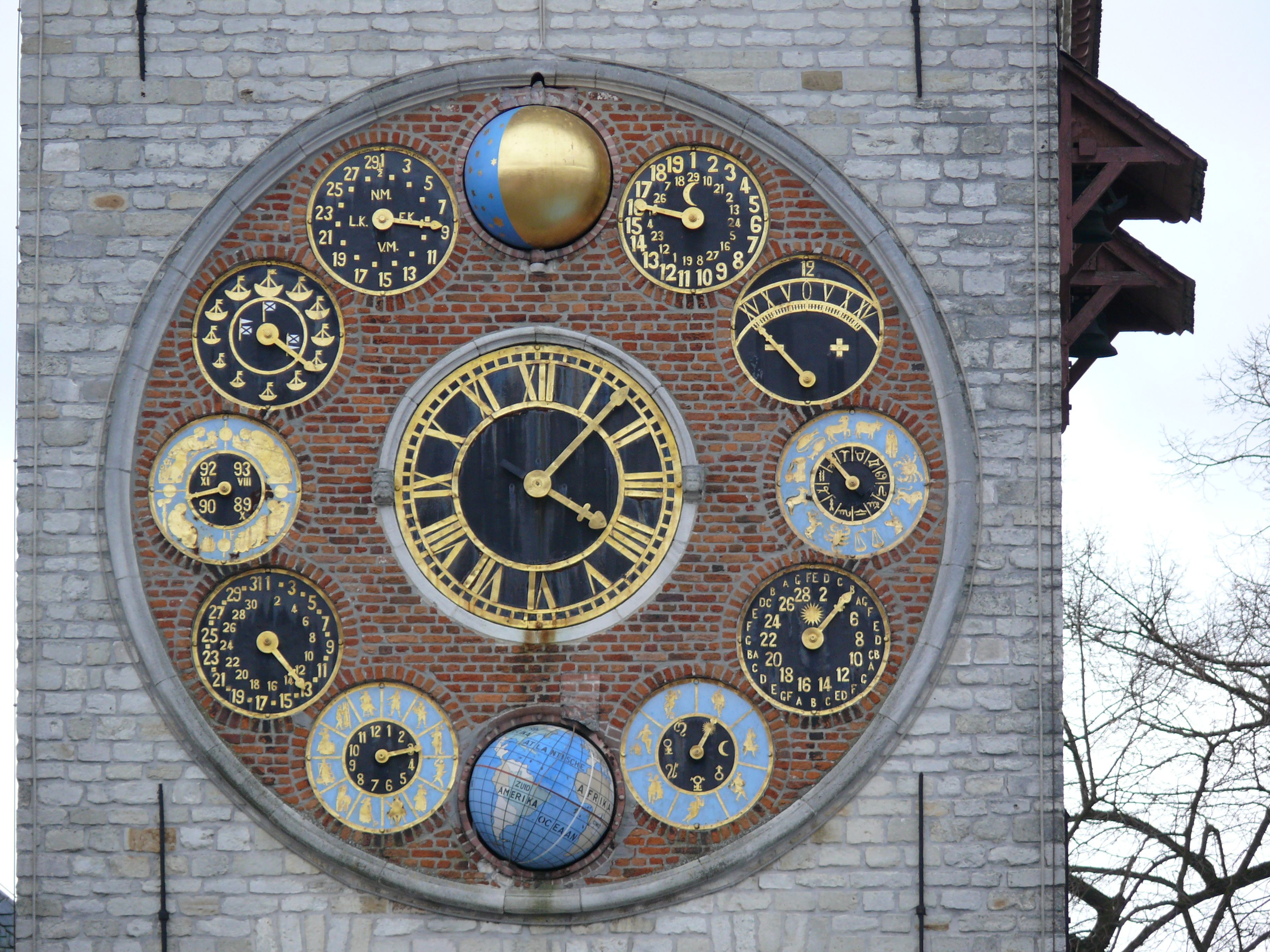
Die Jubiläumsuhr im Zimmerturm

Lier (französisch: Lierre) ist eine belgische Gemeinde und Stadt in der Provinz Antwerpen, zehn Kilometer südöstlich der Provinzhauptstadt Antwerpen. Die Gemeinde Lier, zu der auch das Dorf Koningshooikt (mit dem Stammsitz der Firma van Hool) gehört, hat 38.210 Einwohner (Stand 1. Januar 2024).
Die Stadt liegt am Fluss Nete; in Lier fließen große und kleine Nete zusammen. Von Lier führt ein etwa 8 Kilometer langes Gewässer Richtung Nordosten zum Albert-Kanal.

## Geschichte
Der Ort, an dem der Missionar Gummarus vor seinem Tod 775 eine Kirche erbaut haben soll, hieß früher „Nivesdone“, „Niyesdum“ oder „Nivesdonck“ und erhielt vielleicht schon im 9. Jahrhundert den Namen „Lierre ad netham“ (siehe auch in: „Stadlers Vollständiges Heiligen-Lexikon“, 1858–1882). Mit diesem heiligen Ort setzten die Herausgeber der „Regesta Imperii“ das 870 im Vertrag von Meerssen genannte „Ledi“ gleich (siehe Kommentar zu RI I., 1480). Jahrhunderte schweigen dann die Quellen über Lier. Die Stadtrechte erhielt Lier im Jahr 1212. Im Mittelalter war die Tuchindustrie bedeutend. Im 15. Jahrhundert wollte Herzog Johann IV. den Bürgern von Lier für ihre Dienste während seines Kampfes gegen die Bewohner von Mecheln danken. Sie konnten ihre Belohnung selbst auswählen: ein Viehmarkt mit Schafschlachterei oder eine Universität. Sie entschieden sich für das Stapelrecht von Vieh, eine Entscheidung, die für Lier sehr lukrativ war, denn für jede Region wurde nur ein Viehmarkt erlaubt. So verlagerte sich der Viehmarkt von Wespelaar nach Lier, und der Herzog seufzte der Legende nach: „Ach, diese Schafsköpfe“. Seit dieser Zeit werden die Einwohner wie auch die Fans des Lierse SK als Schapenkoppen bezeichnet.
In Urkunden von 1496 und 1499 wird Lier „Lyrensi“ und „Lyra“ genannt (RI XIV., 7544 + 9036).
Nach 1600 ging die wirtschaftliche Entwicklung der Stadt zurück.
Im Ersten Weltkrieg hatte Lier sehr zu leiden und wurde am 29. September 1914 erstmals beschossen. Anfang Oktober 1914 wurde Lier von Soldaten des deutschen Heeres bei der Besetzung Belgiens geplündert. Nach dem Abzug der deutschen Truppen im November 1918 begann der Wiederaufbau.

## Politik

### Stadtrat
- Vooruit: 1
- Groen – CDV: 9
- VLD: 2
- N-VA: 17
- VB: 4

Trotz absoluter Mehrheit der NVA wurde eine Koalition mit OpenVLD gebildet.
- Vooruit: 10
- Vooruit – Gr: 6
- Groen: 7
- Groen – CDV: 9
- CD&V: 15
- CD&V – NVA: 7
- VLD: 31
- N-VA: 42
- VB: 26
- Sonst.: 6

NVA, OpenVLD und CD&V haben zusammen 88 Sitze.
- N-VA: 42
- VLD: 31
- CD&V: 15
- VB: 26
- Vooruit: 10
- Groen – CDV: 9
- Groen: 7
- CD&V – NVA: 7
- Vooruit – Gr: 6
- Sonst.: 6

## Wirtschaft
Es gibt in Lier viele kleinere Industrie- und Handelsbetriebe. Der Tourismus ist bedeutend. Lier ist ein Einkaufs- und Marktzentrum für die Umgebung. Lier hat außerdem auch eine Kunstakademie.

## Sport
Der Lierse SK wurde in den Jahren 1932, 1942, 1960 und 1997 belgischer Fußballmeister. Zuletzt vor der Insolvenz 2018 spielte der Verein in der Division 1B. Als Nachfolgeverein wurde Lierse Kempenzonen gegründet, der zunächst in der 1. Division Amateure spielte, zur Saison 2020/21 in die Division 1B aufstieg und seine Spiele im Herman Vanderpoortenstadion (13.539 Plätze) austrägt.

## Sehenswürdigkeiten
- Die mittelalterliche St. Gummaruskirche ist dem Schutzpatron der Stadt geweiht (→Lage).
- Die ebenfalls mittelalterliche St. Pieterskapelle ist das älteste Gebäude der Stadt (→Lage).
- Der Beginenhof Lier gehört seit 1998 zum UNESCO-Welterbe „Flämische Beginenhöfe“. Er umfasst mehrere Gassen mit 162 Gebäuden und ist damit einer der Größten seiner Art (→Lage). Zum Beginenhof gehört die barocke Beginenhofkirche St. Margaretha.
- Das Rathaus mit Belfried gehört seit 1999 zum UNESCO-Welterbe „Belfriede in Belgien und Frankreich“ (→Lage).
- Der Marktplatz am Rathaus (Grote Markt) ist von Gebäuden des Barock und der Renaissance umgeben.
- Der Zimmerturm (Zimmertoren) oder auch Corneliusturm ist benannt nach dem Uhrmacher Louis Zimmer, der 1930 anlässlich der Jahrhundertfeier der belgischen Unabhängigkeit seine mechanische Kunstuhr (Jubiläumsuhr) in den mittelalterlichen Corneliusturm einbaute und damit seiner Heimatstadt ein einmaliges Kunstwerk schenkte (→Lage). In einem Nebengebäude ist eine weitere astronomische Uhr Zimmers mit 93 Zifferblättern und 14 Automaten untergebracht, die 1939 auf der Weltausstellung in New York zu sehen war.
- Das Gefangenentor (Gevangenenpoort) war Teil der alten Stadtmauer und wurde im 19. Jh. als Gefängnis genutzt (→Lage).
- Es gibt einige wenige Gebäude im Jugendstil, die zum Teil unter Denkmalschutz stehen: Mechelsestraat 63 (1905 erbaut von Edward Careels; →Lage), Kluizeplein 23 (→Lage), Kolveniersvest 12 (→Lage), Baron Opsomerlaan 59 (→Lage)
- Die Stadt hat mehrere kleinere Museen.

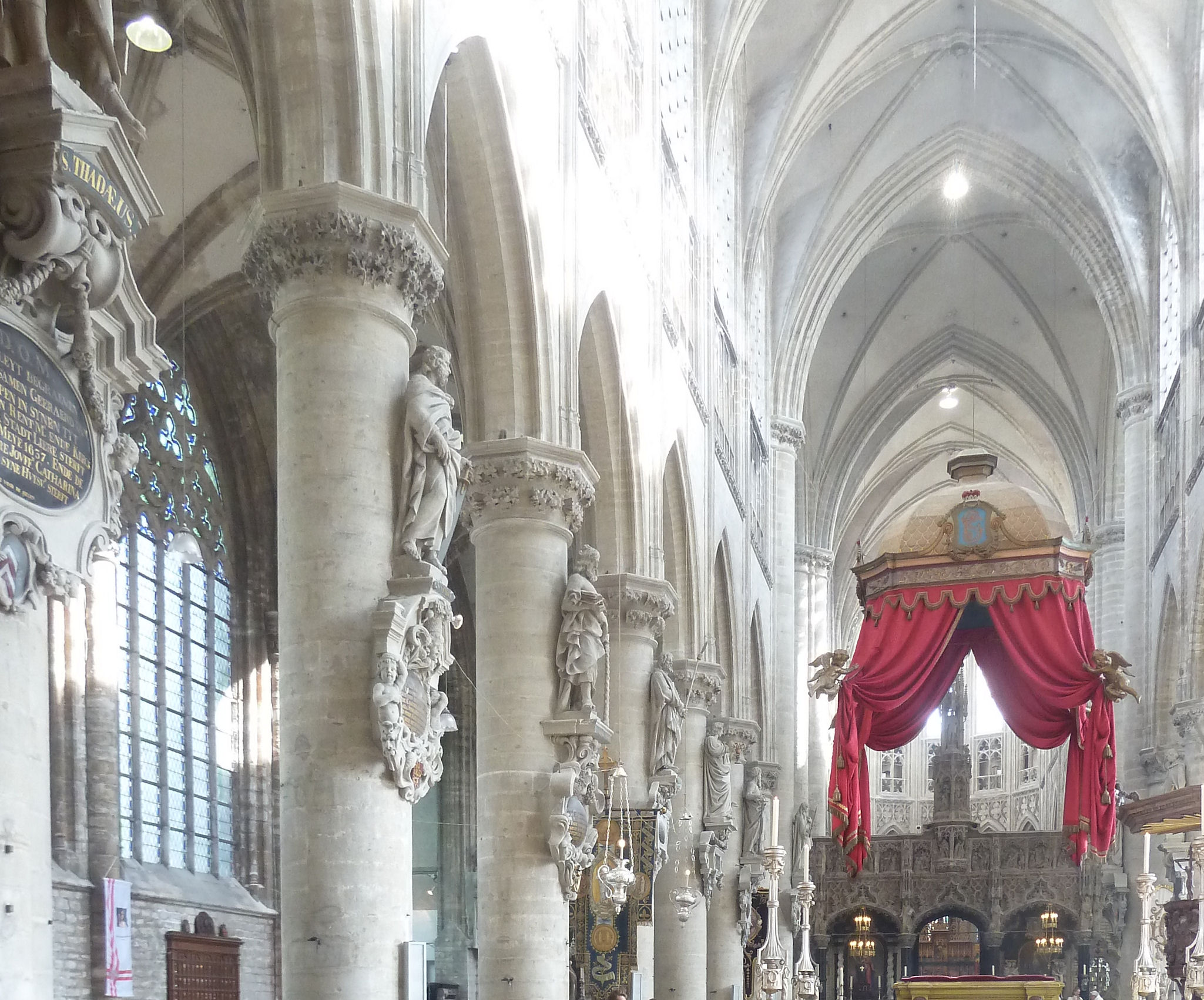
St. Gummaruskirche
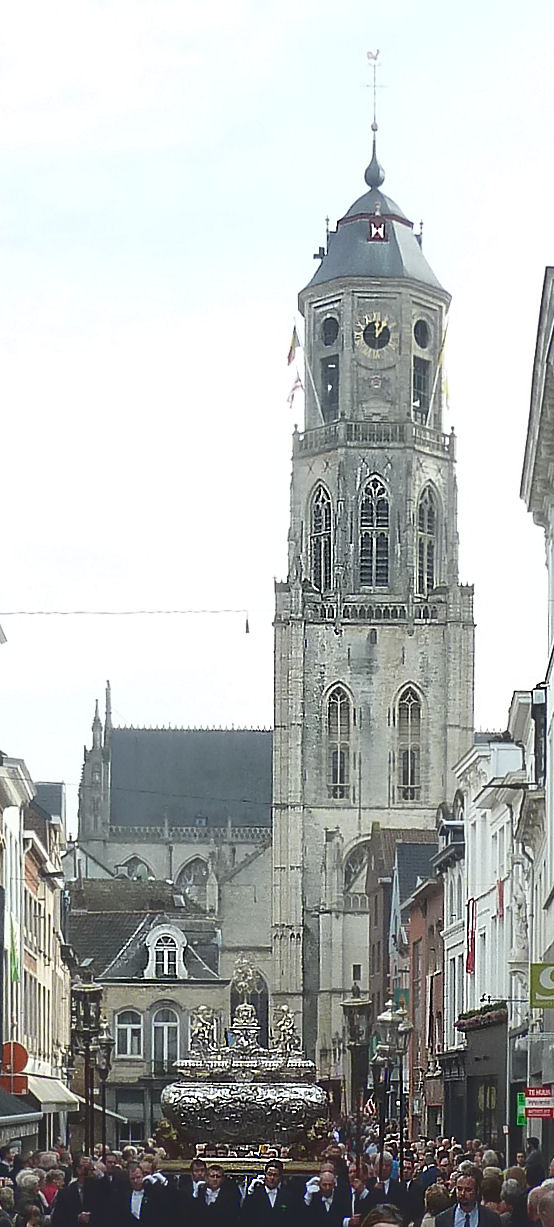
Große Prozession Sankt Gummarus
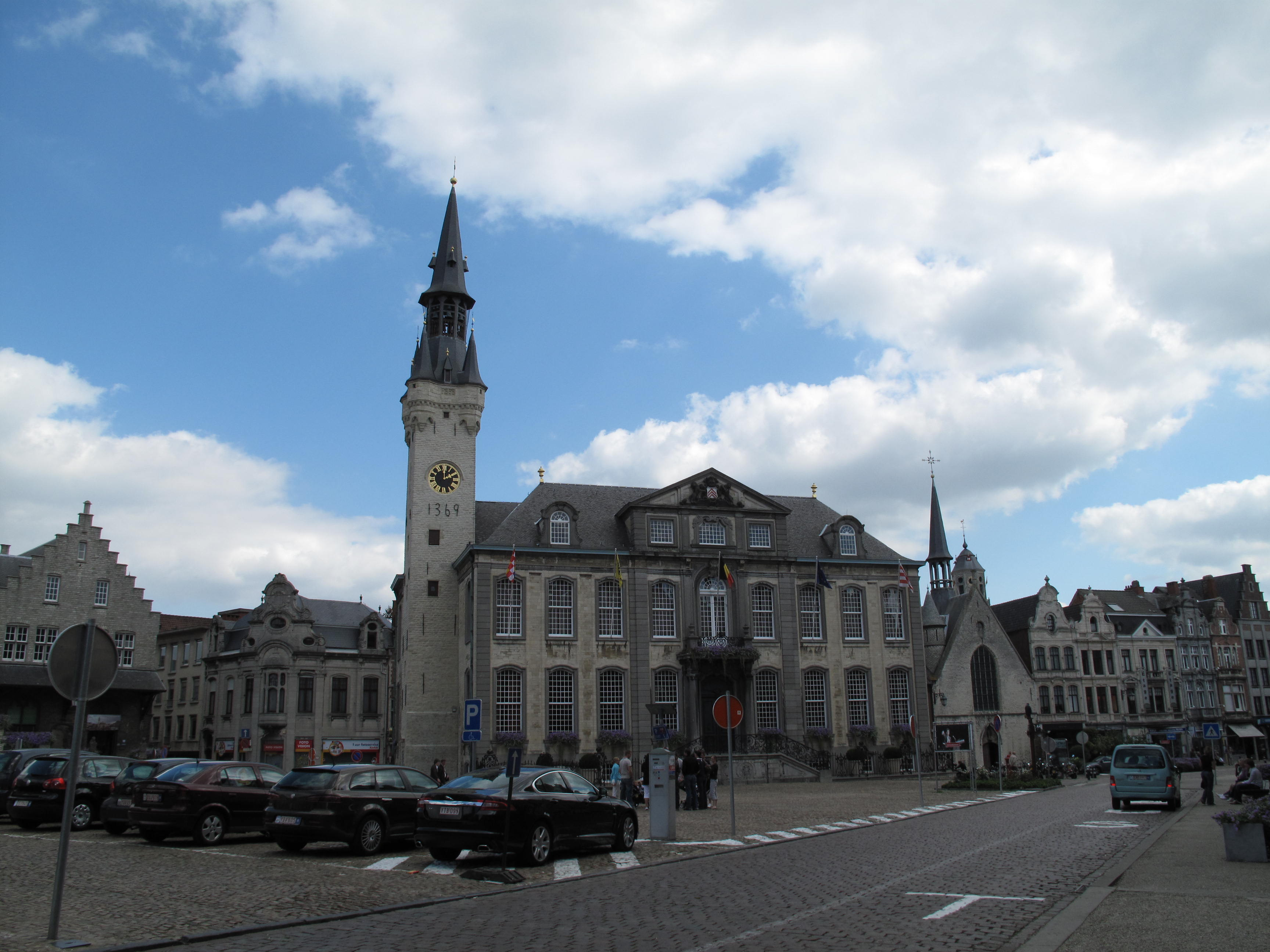
Rathaus mit Belfried
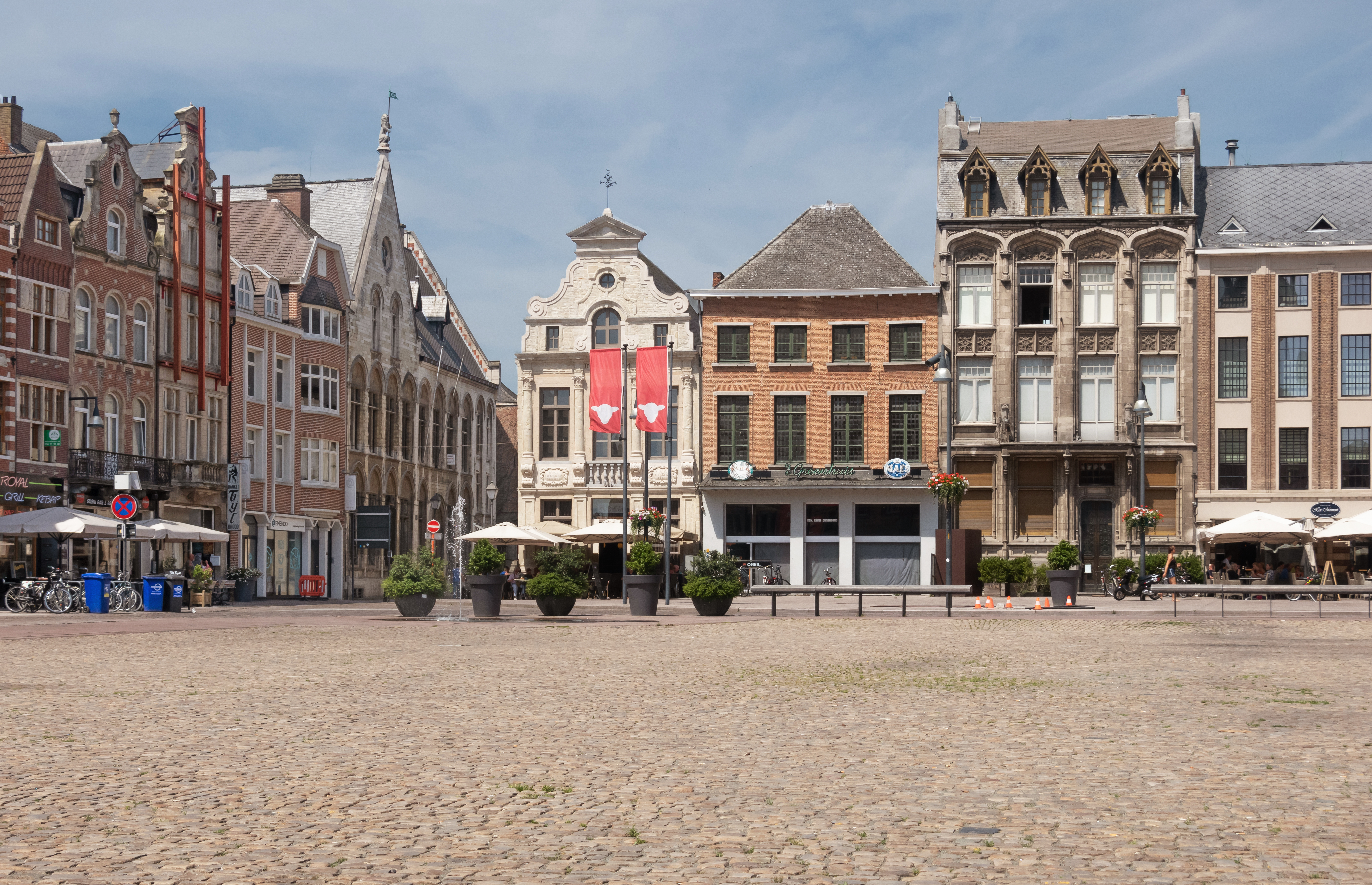
Grote Markt
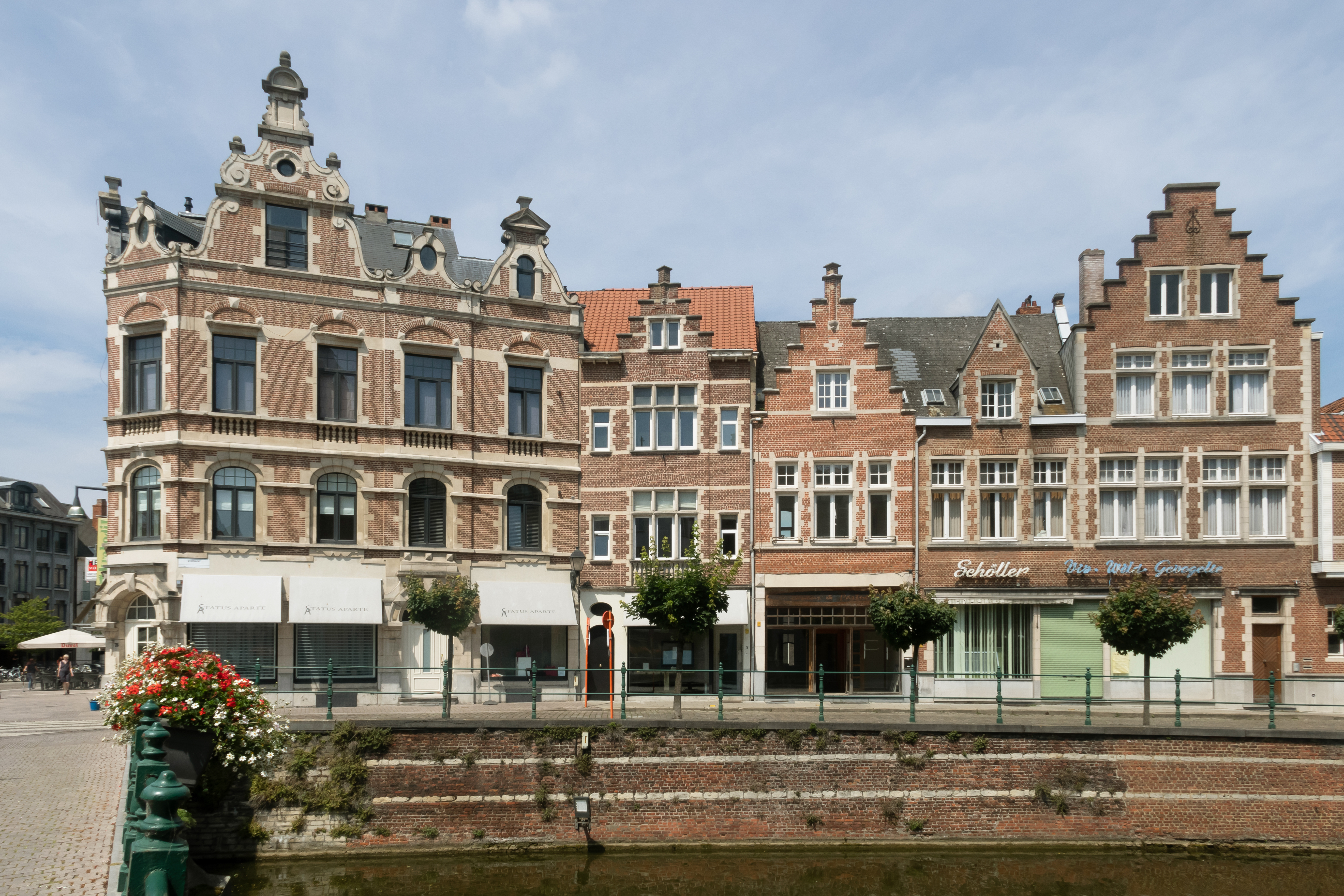
Vismarkt
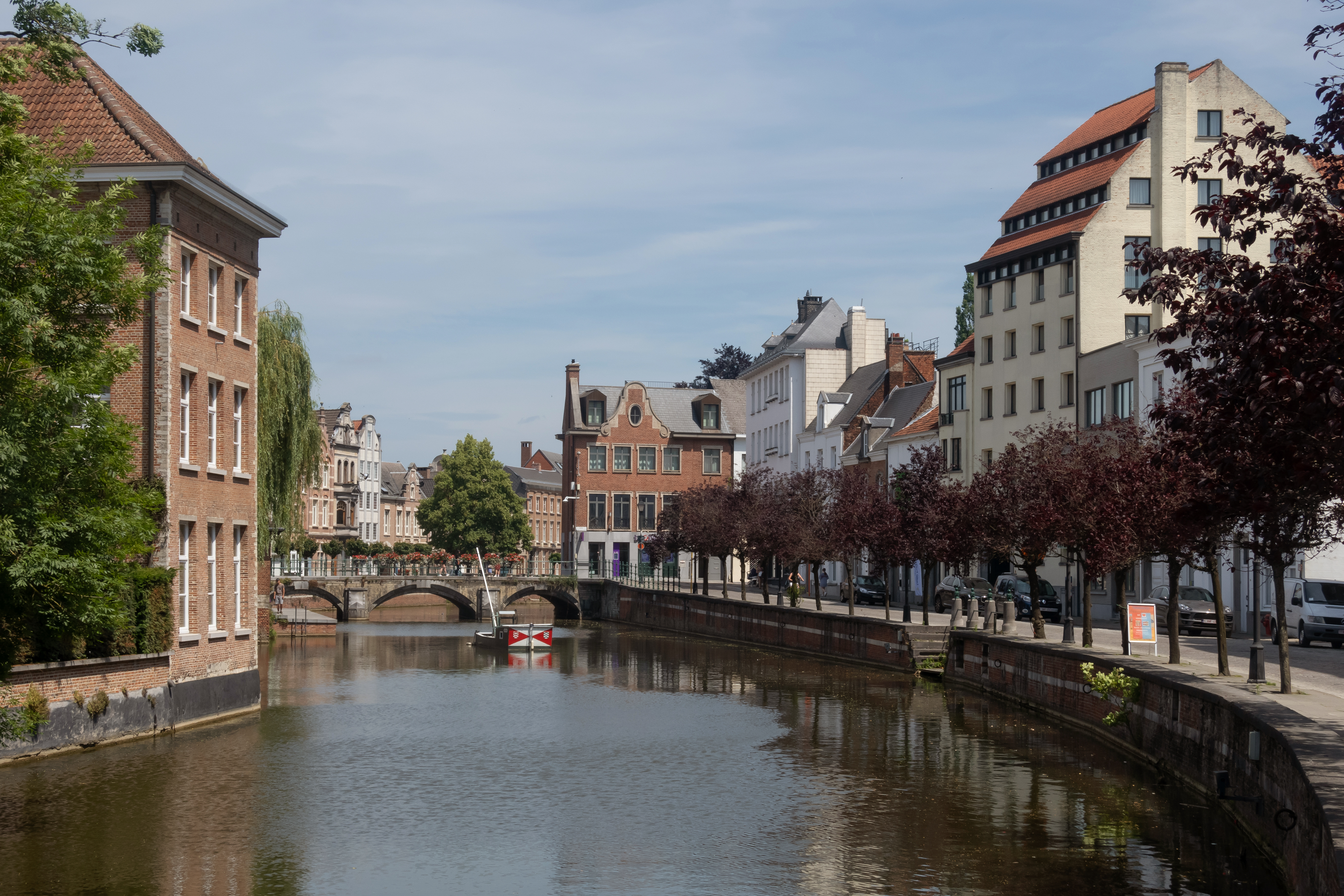
Werf von der Sint-Jansbrug
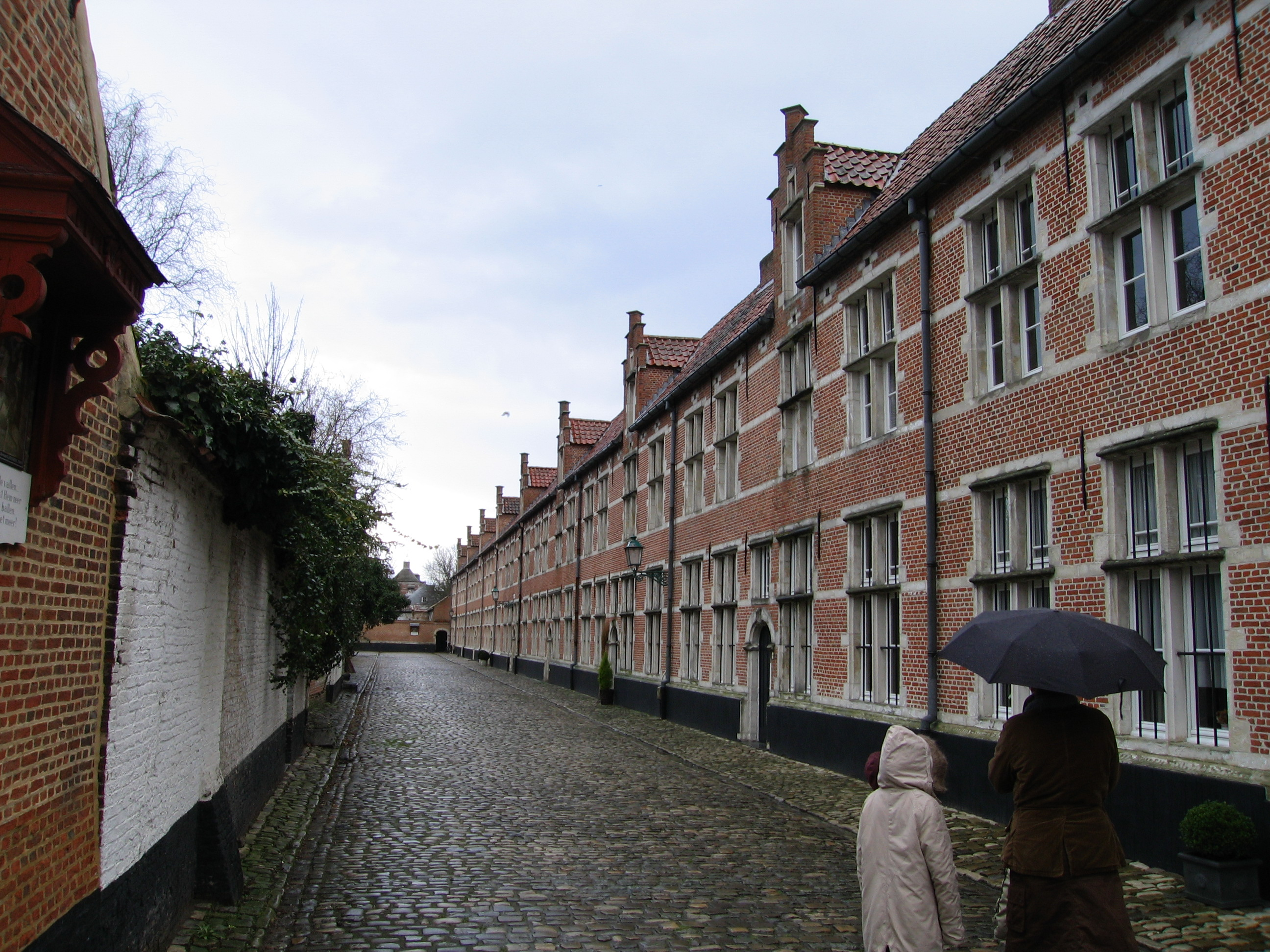
Beginenhof
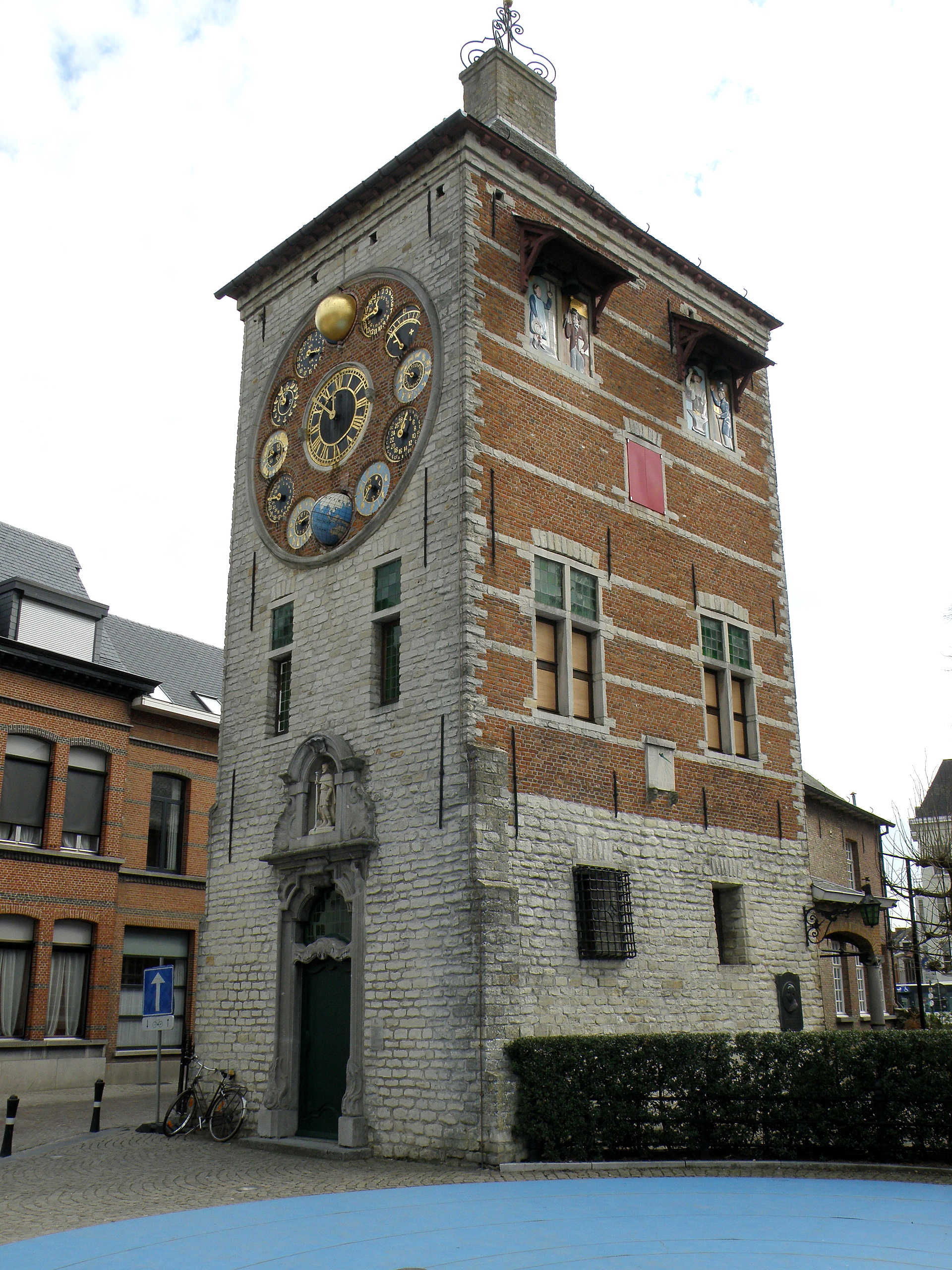
Zimmerturm

## Söhne und Töchter der Stadt
- Guillaume-Gommaire Kennis (1717–1789), Violinist, Komponist und Kapellmeister
- Josephus Laurentius Dyckmans (1811–1888), Maler
- Jan Van Beers (1852–1927), Maler der Jahrhundertwende zum 20. Jahrhundert
- Piet Van Engelen (1863–1924), Tiermaler
- Henri Luyten (1873–1954), Radrennfahrer
- Felix Timmermans (1886–1947), Schriftsteller und Maler
- Louis Zimmer (1888–1970), Uhrmacher und Erbauer der Jubiläumsuhr im Zimmerturm, dem damit verbundenen astronomischen Studio und der Wunderuhr. Er ist Ehrenbürger der Stadt Lier.
- Gaston Eyskens (1905–1988), Staatsmann und mehrfacher Premierminister des Landes
- Bernard Voorhoof (1910–1974), dreifacher Fußball-WM-Teilnehmer und ehemaliger Rekordtorschütze der belgischen Nationalmannschaft
- Herman Vanderpoorten (1922–1984), Politiker
- Raymond Ceulemans (* 1937), Billardspieler, 34-facher Weltmeister und 43-facher Europameister
- Paul Thys (* 1946), Langstrecken- und Hindernisläufer
- Wim Schroyens (* 1952), Radrennfahrer
- Joris Vercammen (* 1952), alt-katholischer Erzbischof von Utrecht (emeritiert)
- Christine Conix (* 1955), Architektin
- Jan Ceulemans (* 1957), Fußballspieler
- Chris Dercon (* 1958), Kurator
- Willem Van Eynde (* 1960), Radrennfahrer
- Wim Henderickx (1962–2022), Komponist
- Wim Arras (* 1964), Radrennfahrer
- Luc De Rijck (1965–1991), Fußballspieler
- Nancy Celis (* 1966), belgische und deutsche Volleyballspielerin
- Nico Van Kerckhoven (* 1970), Fußballspieler
- Sven Vermant (* 1973), Fußballspieler
- Carl Hoefkens (* 1978), Fußballspieler
- Nick Nuyens (* 1980), Radrennfahrer
- Yanina Wickmayer (* 1989), Tennisspielerin
- Michael Goolaerts (1994–2018), Radrennfahrer
- Femke Bosmans (* 1997), Eishockeyspielerin
- Xandres Vervloesem (* 2000), Radrennfahrer
- Arthur Vermeeren (* 2005), Fußballspieler